# 向左走向右走 (泰國電視劇)
《向左走向右走》，為泰國GMM 25與LINE TV於2020年2月2日起播出的奇幻愛情電視劇，改編自臺灣繪本作家幾米的《向左走·向右走》，由Beam、Singto、Nanon、Pang、Pat及Puimek主演。
此劇由GMMTV與製作公司Lasercat Studio合作拍攝，在2018年11月GMMTV的「Wonder Th13teen」新劇宣傳活動上公開先導預告片。此劇原定於2019年內放映，但最後延遲至2020年2月在GMM 25電視台及LINE TV首播，同年4月終映。

## 劇情簡介
17歲的Tai的夢想是成為一名雕塑家，但他的父母卻十分反對這個理想，並希望他在大學就讀商科。而Tai的女友Sangnuea就希望他能與自己學習同一專業。Tai正面臨在實現別人的期望，或自己的夢想兩者之間的困難抉擇。
26歲的年輕音樂家Gun一直等待著他的真愛，這時女生Aye在他的人生中出現。在兩人的關係發展得很順利的時候，Aye卻提出要與Gun移居台灣的要求，但Gun並不想放棄自己的小提琴事業離開泰國，最後與Aye離別。
32歲的男人Pat在知道認識很久的老朋友Tisha要與她愛的人結婚時，反而感到很傷心。之後，Tisha卻遇上意外暫時失憶，更出現以為是與Pat約會的錯誤記憶，Pat最後選擇將Tisha還給她真正的情人。
當他們三人都選擇了自己認為正確的道路時，最後卻對自己當初的決定感到後悔。他們到了一家由音樂家Tor開設的神秘酒吧，Tor給三人提供了特別的啤酒，令他們回到過去，再度作出不會令自己遺憾的決定。

## 演員陣容
註：括號內的演員姓名為小名。

### 主要人物
- 卡維·丹扎拉嵐（Beam）飾演 Pat
- 巴拉奇亞·魯洛（Singto）飾演 Gun
- 格拉帕·格潘（Nanon）飾演 Tai
- 翁吉拉·倫威萊（Pang）飾演 Trisha
- 查雅妮·臣姍卡維（Pat）飾演 Aye
- 娜帕誦·薇拉尤蒂萊（Puimek）飾演 Earn

### 其他人物
- 帕查彤·塔娜瓦（Ploy）飾演 Cher
- Wanwimol Jaenasavamethee（June）飾演 Sangneua
- Singto Numchok 飾演 Tor
- 阿玉松·瑪尼提（Young）飾演 Gab
- Danai Jarujinda（Kik）飾演 Jay
- Patara Eksangkul（Foei）飾演 Sun
- 帕塔丹·詹金（Fiat）飾演 James
- 柴波爾·賈特馬特（AJ）
- Napat Patcharachavalit（Un）

## 劇集迴響

### 泰國電視收視
- 收視最低的集數以藍色表示，收視最高的集數以紅色表示，而空格則表示該集的收視沒有相關數據。

| 集數 No.     | 播放日期      | 播放時段 (UTC+07:00) | 平均收視率 | 來源   |
| ------------ | ------------- | -------------------- | ---------- | ------ |
| 1            | 2020年2月2日  | 星期日 21:30         | 0.147      | [ 9 ]  |
| 2            | 2020年2月9日  | 星期日 21:30         | 0.150      | [ 10 ] |
| 3            | 2020年2月16日 | 星期日 21:30         | 0.057      | [ 11 ] |
| 4            | 2020年2月23日 | 星期日 21:30         | 0.143      | [ 12 ] |
| 5            | 2020年3月1日  | 星期日 21:30         | 0.105      | [ 13 ] |
| 6            | 2020年3月8日  | 星期日 21:30         | 0.135      | [ 14 ] |
| 7            | 2020年3月15日 | 星期日 21:30         | 0.049      | [ 15 ] |
| 8            | 2020年3月22日 | 星期日 21:30         | 0.113      | [ 16 ] |
| 9            | 2020年3月29日 | 星期日 21:30         | 0.074      | [ 17 ] |
| 10           | 2020年4月5日  | 星期日 21:30         | 0.110      | [ 18 ] |
| 平均收視率 1 | 平均收視率 1  | 平均收視率 1         | 0.109      | [ 19 ] |

^1  基於每集的平均觀眾份額。

## 外部連結
- GMMTV官方網站（页面存档备份，存于）（泰文）
- MyDramaList 劇集介紹及劇評 （页面存档备份，存于）（英文）
- 豆瓣劇集介紹 （页面存档备份，存于）（中文）